# اوسوتوگاری
اوسوتوگاری (به ژاپنی: 大外刈)-(به انگلیسی: Osotogari) یکی از فنون و تکنیک‌های دستهٔ ناگه-وازا رشتهٔ ورزشی جودو است که در زیردستهٔ آشی-وازا دسته‌بندی می‌شود. هدف از این تکنیک، واردآوردن فشار و درگیرکردن اندام‌های تحتانی حریف است.